# Franciszek Rychnowski
Franciszek Rychnowski (født 3. oktober 1850 i Velehrad, død 1929 i Lviv) var polsk kemiingeniør